# William Parker Foulke
William Parker Foulke (Filadelfia, 1816 – 18 giugno 1865) è stato un paleontologo, storico e geologo statunitense.
Scoprì il primo scheletro intero di dinosauro in America settentrionale (Hadrosaurus foulkii, che significa "grande lucertola di Foulke") a Haddonfield (New Jersey) nel 1858.